# 島根県道179号黒沢安城浜田線
島根県道179号黒沢安城浜田線（しまねけんどう179ごう くろさわやすぎはまだせん）は、島根県浜田市を通る一般県道である。

## 概要
浜田市三隅町下古和と浜田市河内町に至る。浜田ダム付近から終点は国道186号の旧道である。

### 路線データ
- 起点：浜田市三隅町下古和（島根県道48号三隅美都線交点）
- 終点：浜田市河内町（国道186号交点）

## 歴史
- 1958年（昭和33年）6月13日 - 島根県告示第525号により認定される。
- 1972年（昭和47年）頃[いつ?] - 現行の県道番号に変更される。
- 2005年（平成17年）10月1日 - 浜田市と那賀郡全4町村が対等合併して改めて浜田市が設置されたことにより全部分が浜田市内を通る路線になる。
- 2020年（令和2年）12月 - 長見トンネル工事開始[1]。
- 2022年（令和4年）4月 - 長見トンネル供用開始[1]。
- 2023年（令和5年）1月 - 長見トンネル全面開通[1]。

## 路線状況

### 重複区間
- 島根県道34号浜田美都線（浜田市弥栄町木都賀）
- 島根県道52号弥栄旭インター線（浜田市弥栄町木都賀 - 浜田市弥栄町高内）

### 道路施設

#### 橋梁
- 大長見大橋（大長見ダム、浜田市弥栄町小坂 - 浜田市長見町）
- 笹川谷橋（浜田市三階町）
- 山根橋（浜田川、浜田市河内町）

#### トンネル
- 長見トンネル：延長122 m[1][2]、2022年（令和4年）竣工[2]、浜田市
- 中東トンネル：延長485 m[2]、2010年（平成22年）竣工[2]、浜田市
- 東岡トンネル：延長224 m[2]、2008年（平成20年）竣工[2]、浜田市

## 地理

### 通過する自治体
- 島根県
  - 浜田市

### 交差する道路
| 交差する道路                                                                  | 交差する場所             | 交差する場所 |
| ----------------------------------------------------------------------------- | ------------------------ | ------------ |
| 島根県道48号三隅美都線                                                        | 三隅町下古和（しもこわ） | 起点         |
| 島根県道34号浜田美都線 重複区間起点                                           | 弥栄町木都賀（きつか）   |              |
| 島根県道34号浜田美都線 重複区間終点 島根県道52号弥栄旭インター線 重複区間起点 | 弥栄町木都賀             |              |
| 島根県道306号長安野坂線                                                       | 弥栄町長安本郷           |              |
| 島根県道52号弥栄旭インター線 重複区間終点                                     | 弥栄町高内               |              |
| 国道186号                                                                     | 河内町                   | 終点         |

### 沿線
- 黒沢郵便局
- 御部（おんべ）ダム・みやび湖
- 木束郵便局
- 安城郵便局
- 浜田市役所 弥栄支所杵束出張所
- 浜田市役所 弥栄支所
- 浜田市立弥栄小学校
- 大長見ダム
- 浜田ダム